# برنده (استان صوفیه)
برنده (به لاتین: Berende) یک منطقهٔ مسکونی در بلغارستان است که در شهرستان دراگومان واقع شده‌است. برنده ۳۳ نفر جمعیت دارد.